# Daucus carota var. atrorubens
Daucus carota var. atrorubens, la zanahoria morada, es una hortaliza que pertenece a la familia de las apiáceas. 

## Origen
Las zanahorias moradas proceden, como otras variedades cultivadas de diferentes colores, de la zanahoria silvestre. Mientras que las zanahorias claras fueron seleccionadas en Asia Menor (principalmente Turquía), las variedades moradas provienen de Asia central (norte de India, Afganistán, Tayikistán y Uzbekistán).

## Orígenes y producción
Numerosos escritores[¿quién?] afirman que la zanahoria fue introducida en Europa desde Afganistán en torno al año 1000 d. C.. Los mercaderes árabes que recorrían las rutas mediterráneas de comercio habrían traído con ellos las semillas y se habría expandido desde Al-Ándalus al resto de países. A partir del 1500 el color naranja cobró popularidad cuando los agricultores holandeses desarrollaron una variedad menos amarga y de ese color para honrar a la casa real Orange-Nassau.[cita requerida]
Las zanahorias moradas se cultivaron tradicionalmente como forrajeras, aunque actualmente han recibido atención por parte de  los nuevos agricultores ecológicos.[cita requerida]

## Usos culinarios
La zanahoria morada se consume cruda en ensaladas, en platos vegetarianos y veganos y como ornamentación, debido a su inusual color púrpura. También se consume deshidratada como aperitivo, topping y en ensaladas. La zanahoria morada era utilizada en España como endulzante antes de la llegada de la caña de azúcar.[cita requerida]

## Taxonomía
Daucus carota var. atrorubens fue descrita por Friedrich Christoph Wilhelm Alefeld y publicado en Landwirthschaftliche Flora 161, en 1866.
Etimología
Daucus: nombre antiguo proveniente del latín, dado la zanahoria, que procede del vocablo griego δαύκος (daûkos), y este a su vez, de δαίω (daio); "calentar o quemar", por sus propiedades medicinales y de irritación en la piel con el follaje de algunas especies.
carota: epíteto proveniente del vocablo latino carōta, y este del vocablo griego antiguo καρωτόν (karôton).
atrorubens: epíteto latino que significa "de color rojo oscuro".